# Mieszanie nawozów
Mieszanie nawozów – nawozy miesza się w celu ułatwienia pracy przy ich rozsiewaniu oraz by zmniejszyć pylistość niektórych z nich lub zmniejszenia zawartości określonego pierwiastka w czystym składniku. Nie wszystkie nawozy można ze sobą mieszać ponieważ mogą na siebie niekorzystnie oddziaływać. Zasady mieszania nawozów są następujące:
- Mocznika (CO(NH2)2) nie można mieszać z nawozami saletrzanymi. Mieszanina azotanu amonu i mocznika jest silnie higroskopijna i pod wpływem wody traci swą granulowaną strukturę, zamieniając się w papkę.
- Mocznika nie można również mieszać z superfosfatami, np. fosforanem jednowapniowym lub siarczanem wapnia, ponieważ występują reakcje:

Ca(H2PO4)2·H2O + 4CO(NH2)2 → Ca(H2PO4)2·4CO(NH2)2 + H2O
CaSO4·nH2O + 4CO(NH2)2 → CaSO4·4CO(NH2)2 + nH2O
Mocznik wypiera wodę krystalizacyjną, która wydziela się w postaci ciekłej i wraz z wodą zawartą w superfosfatach (szczególnie pylistych) powoduje powstanie papki.
- Nie można mieszać CO(NH2)2 z niskoprocentowymi solami potasowymi (poniżej 50%) i kainitem magnezowym ponieważ sole magnezowe, które są domieszką nawozów potasowych są higroskopijne, i już w czasie sporządzania mieszaniny następuje nawilżanie, które utrudnia wysiew.
- Nawozów saletrzanych nie można mieszać z superfosfatem pylistym ze względu na reakcję:

Ca(H2PO4)2 + 2NH4NO3 → 2NH4H2PO4 + Ca(NO3)2
Powstaje saletra wapniowa, która ma właściwości higroskopijne i powoduje zawilgocenie mieszaniny. Zawarty w superfosfacie wolny kwas fosforowy reaguje z saletrą:
H3PO4 + NH4NO3 → NH4H2PO4 + HNO3
Wydzielony kwas azotowy powoduje korozję metalowych elementów rozsiewaczy nawozowych.
- Mieszanie nawozów azotowych zawierających azot w formie amonowej z nawozami o odczynie zasadowym skutkuje reakcją np.:

(NH4)SO4 + Ca(OH)2 → CaSO4·2H2O + 2NH3↑
Powoduje to wydzielenie gazowego amoniaku, powodując jego straty i niebezpieczeństwo zatrucia.
- Nie można mieszać nawozów fosforowych z nawozami wapniowymi. Wyjątkiem jest mieszanie nawozów fosforowych rozpuszczalnych w wodzie z nawozami zawierającymi wapń.

## Tabela mieszania nawozów[1]
|                                   | Saletra amonowa 34%    | Mocznik 46%            | Saletrzak 25%.         | Superfosfat granul. 19% i 46% | Polifoska 8–24–24      | Fosforan amonu 18–46–0 | Superfosfat pylisty 18% | Siarczan amonu 20%     | Mączka fosforytowa 29% | Kainit magnezowy 12–15% | Siarczan potasu 48–52% | Sole potasowe 38–62%   | Wapno węglanowe do 50% | Wapno tlenkowe 65–85% |
| Saletra amonowa 34%               | –                      | nie                    | tak                    | krótko przed rozsiewem        | krótko przed rozsiewem | krótko przed rozsiewem | nie                     | tak                    | krótko przed rozsiewem | krótko przed rozsiewem  | krótko przed rozsiewem | krótko przed rozsiewem | krótko przed rozsiewem | nie                   |
| Mocznik 46%                       | nie                    | –                      | nie                    | nie                           | tak                    | tak                    | nie                     | krótko przed rozsiewem | tak                    | nie                     | tak                    | krótko przed rozsiewem | tak                    | nie                   |
| Saletrzak 25%                     | tak                    | nie                    | –                      | krótko przed rozsiewem        | krótko przed rozsiewem | krótko przed rozsiewem | nie                     | krótko przed rozsiewem | krótko przed rozsiewem | krótko przed rozsiewem  | krótko przed rozsiewem | krótko przed rozsiewem | krótko przed rozsiewem | nie                   |
| Superfosfat granulowany 19% i 46% | krótko przed rozsiewem | nie                    | krótko przed rozsiewem | –                             | tak                    | nie                    | tak                     | tak                    | nie                    | tak                     | tak                    | tak                    | nie                    | nie                   |
| Polifoska 8–24–24                 | krótko przed rozsiewem | tak                    | krótko przed rozsiewem | tak                           | –                      | tak                    | nie                     | krótko przed rozsiewem | nie                    | tak                     | tak                    | tak                    | nie                    | nie                   |
| Fosforan amonu 18–46–0            | krótko przed rozsiewem | tak                    | krótko przed rozsiewem | tak                           | tak                    | –                      | nie                     | tak                    | nie                    | tak                     | tak                    | tak                    | nie                    | tak                   |
| Superfosfat pylisty 18%           | nie                    | nie                    | nie                    | tak                           | tak                    | nie                    | –                       | tak                    | nie                    | tak                     | tak                    | tak                    | nie                    | nie                   |
| Siarczan amonu 20%                | tak                    | krótko przed rozsiewem | krótko przed rozsiewem | tak                           | tak                    | tak                    | tak                     | –                      | nie                    | tak                     | tak                    | tak                    | nie                    | nie                   |
| Mączka fosforytowa 29%            | krótko przed rozsiewem | tak                    | krótko przed rozsiewem | tak                           | tak                    | nie                    | nie                     | tak                    | –                      | krótko przed rozsiewem  | krótko przed rozsiewem | tak                    | tak                    | tak                   |
| Kainit magnezowy 12–15%           | krótko przed rozsiewem | nie                    | krótko przed rozsiewem | tak                           | tak                    | tak                    | tak                     | tak                    | krótko przed rozsiewem | –                       | tak                    | tak                    | tak                    | nie                   |
| Siarczan potasu 48–52%            | krótko przed rozsiewem | tak                    | krótko przed rozsiewem | tak                           | tak                    | tak                    | tak                     | tak                    | krótko przed rozsiewem | tak                     | –                      | tak                    | krótko przed rozsiewem | nie                   |
| Sole potasowe 38–62%              | krótko przed rozsiewem | krótko przed rozsiewem | krótko przed rozsiewem | tak                           | tak                    | tak                    | tak                     | tak                    | tak                    | tak                     | tak                    | –                      | tak                    | nie                   |
| Wapno węglanowe do 50%            | krótko przed rozsiewem | tak                    | krótko przed rozsiewem | tak                           | tak                    | nie                    | nie                     | nie                    | tak                    | tak                     | krótko przed rozsiewem | tak                    | –                      | tak                   |
| Wapno tlenkowe 65–85%             | nie                    | nie                    | nie                    | nie                           | tak                    | nie                    | nie                     | nie                    | tak                    | nie                     | nie                    | nie                    | tak                    | –                     |